# Константинова, Нинель Александровна
Нинель Александровна Константинова (3 июля 1926, Ленинград — 19 декабря 2010, Йошкар-Ола) — российская актриса. Жена Георгия Константинова, мать Владислава Константинова. Народная артистка Российской Федерации (1996).
Отец — А. К. Середохин — руководящий работник в Ленинграде при С. М. Кирове, в 1934 репрессирован, умер в тюрьме; мать — инженер, играла на любительской сцене.
Нина Константинова окончила два курса Московского геологоразведочного института (1946).
С 1964 года в Йошкар-Оле, актриса Академического русского театра драмы имени Г. В. Константинова. Создала более 50 образов.

## Роли в театре
- «На балу удачи» (Лидия Сухаревская, Елена Якушкина; режиссёр Георгий Константинов) — Эдит Пиаф
- «Дурочка» (Лопе де Вега; режиссёр Георгий Константинов) — Финея
- «Царь Иудейский» (К. Р.; режиссёр Георгий Константинов) — Прокула
- «Варшавская мелодия» (Леонид Зорин; режиссёр Георгий Константинов) — Геля
- «Три жизни Айседоры Дункан» (Зиновий Сагалов; режиссёр Владислав Константинов) — Айседора Дункан
- «Нора» (Генрик Ибсен; режиссёр Георгий Константинов) — Нора
- «Филумена Мартурано» (Эдуардо Де Филиппо; режиссёр Георгий Константинов) — Филумена Мартурано
- «Гарольд и Мод» (Колин Хиггинс, Жан-Клод Каррьер; режиссёр Георгий Константинов) — Мод

## Признание и награды
- Заслуженная артистка Марийской АССР (1970)
- Народная артистка Марийской АССР (1975)
- Заслуженная артистка РСФСР (1986)
- Народная артистка Российской Федерации (1996)

## Память
22 ноября 2022 года в Йошкар-Оле на улице Вознесенской, 108 состоялось торжественное открытие мемориальной доски режиссёру и актрисе Георгию и Нинели Константиновым. 